# Fontenois-lès-Montbozon
Fontenois-les-Montbozon é uma comuna francesa na região administrativa de Borgonha-Franco-Condado, no departamento de Alto Sona. Estende-se por uma área de 14,27 km². Em 2010 a comuna tinha 340 habitantes (densidade: 23,8 hab./km²).